# Lumidee
Lumidee (* 24. August 1984 in New York; bürgerlich Lumidee Cedeño) ist eine US-amerikanische Hip-Hop- und R&B-Musikerin puerto-ricanischer Abstammung.

## Leben und Karriere
Am 24. August 1984 wurde Lumidee Cedeño in New York geboren.
Sie ist eines von fünf Kindern. Nach dem Tod ihres Vaters im Jahr 1995 wuchs sie bei ihren Großeltern im New Yorker Stadtteil Spanish Harlem auf.
Lumidee begann bereits während der Schulzeit als Rapperin und Songschreiberin im Stil von Salt ’n’ Pepa, Mary J. Blige, Lauryn Hill, Missy Elliott und MC Lyte und traf hier auf DJ Tedsmooth, mit dem sie ein eigenes Plattenlabel namens Label Straight Face Records gründete. Im Jahr 2003 wurde das Label von Universal Records übernommen.
Berühmt wurde Lumidee durch den Sommer-Hit des Jahres 2003 Never Leave You (Uh Oooh, Uh Oooh), den sie in Zusammenarbeit mit DJ Tedsmooth erstellte und der insbesondere in einer Remix-Version mit Busta Rhymes und Fabolous international Erfolg hatte.
2005 war der Reggaetón-Track Siéntelo von Speedy, Lumidee und Culcha Candela in den Charts verschiedener europäischer Länder.
2006 hat sie zusammen mit dem WM-Maskottchen Goleo den WM-Song Dance! veröffentlicht, eine Coverversion des Hits I Wanna Dance with Somebody von Whitney Houston.
Lumidee hat bislang mit vielen US-amerikanischen und deutschen Produzenten als Sängerin und Songwriterin zusammengearbeitet, darunter Kool Savas, Caput, Melbeatz, Ardian Bujupi und DJ Tomekk.

## Diskografie

### Studioalben
| Jahr | Titel         | Höchstplatzierung, Gesamtwochen, AuszeichnungChartplatzierungen (Jahr, Titel, Platzierungen, Wochen, Auszeichnungen, Anmerkungen) | Höchstplatzierung, Gesamtwochen, AuszeichnungChartplatzierungen (Jahr, Titel, Platzierungen, Wochen, Auszeichnungen, Anmerkungen) | Höchstplatzierung, Gesamtwochen, AuszeichnungChartplatzierungen (Jahr, Titel, Platzierungen, Wochen, Auszeichnungen, Anmerkungen) | Höchstplatzierung, Gesamtwochen, AuszeichnungChartplatzierungen (Jahr, Titel, Platzierungen, Wochen, Auszeichnungen, Anmerkungen) | Anmerkungen                          |
| Jahr | Titel         | DE | CH | UK | US | Anmerkungen                          |
| ---- | ------------- | --- | --- | --- | --- | ------------------------------------ |
| 2003 | Almost Famous | DE37 (6 Wo.)DE | CH24 (10 Wo.)CH | UK70 (3 Wo.)UK | US22 (11 Wo.)US | Erstveröffentlichung: 24. Juni 2003  |
| 2007 | Unexpected    | — | — | — | US44 (3 Wo.)US | Erstveröffentlichung: 17. April 2007 |
| 2021 | 10 13         | — | — | — | — | Erstveröffentlichung: 30. Juli 2021  |

### Singles als Leadmusikerin
| Jahr | Titel Album                                      | Höchstplatzierung, Gesamtwochen, AuszeichnungChartplatzierungen (Jahr, Titel, Album, Platzierungen, Wochen, Auszeichnungen, Anmerkungen) | Höchstplatzierung, Gesamtwochen, AuszeichnungChartplatzierungen (Jahr, Titel, Album, Platzierungen, Wochen, Auszeichnungen, Anmerkungen) | Höchstplatzierung, Gesamtwochen, AuszeichnungChartplatzierungen (Jahr, Titel, Album, Platzierungen, Wochen, Auszeichnungen, Anmerkungen) | Höchstplatzierung, Gesamtwochen, AuszeichnungChartplatzierungen (Jahr, Titel, Album, Platzierungen, Wochen, Auszeichnungen, Anmerkungen) | Höchstplatzierung, Gesamtwochen, AuszeichnungChartplatzierungen (Jahr, Titel, Album, Platzierungen, Wochen, Auszeichnungen, Anmerkungen) | Anmerkungen                                                                           |
| Jahr | Titel Album                                      | DE | AT | CH | UK | US | Anmerkungen                                                                           |
| ---- | ------------------------------------------------ | --- | --- | --- | --- | --- | ------------------------------------------------------------------------------------- |
| 2003 | Never Leave You (Uh Oooh, Uh Oooh) Almost Famous | DE1 Platin · (19 Wo.)DE | AT4 (18 Wo.)AT | CH1 Gold · (27 Wo.)CH | UK2 Gold · (18 Wo.)UK | US3 (20 Wo.)US | Erstveröffentlichung: 13. Mai 2003 Verkäufe: + 745.000; feat. Busta Rhymes & Fabolous |
| 2003 | Crashin’ a Party Almost Famous                   | DE23 (10 Wo.)DE | AT43 (10 Wo.)AT | CH44 (4 Wo.)CH | UK55 (2 Wo.)UK | — | Erstveröffentlichung: 23. Oktober 2003 feat. Kool Savas / N.O.R.E.                    |
| 2007 | She’s Like the Wind Unexpected                   | — | — | — | — | US43 (16 Wo.)US | Erstveröffentlichung: 2. Februar 2007 feat. Tony Sunshine                             |
| 2007 | Crazy Unexpected                                 | DE35 (9 Wo.)DE | AT65 (3 Wo.)AT | — | UK74 (1 Wo.)UK | — | Erstveröffentlichung: 5. Juli 2007 feat. Pitbull                                      |
| 2007 | Feel Like Makin’ Love Unexpected                 | — | — | — | — | US90 (1 Wo.)US | Erstveröffentlichung: 20. November 2007 feat. Shaggy                                  |
| 2013 | Dance! (Voodoo & Serano Remix) –                 | DE63 (4 Wo.)DE | — | CH61 (2 Wo.)CH | — | — | Erstveröffentlichung: 12. April 2013 vs. Fatman Scoop                                 |

### Singles als Gastmusikerin
| Jahr | Titel Album                                     | Höchstplatzierung, Gesamtwochen, AuszeichnungChartplatzierungen (Jahr, Titel, Album, Platzierungen, Wochen, Auszeichnungen, Anmerkungen) | Höchstplatzierung, Gesamtwochen, AuszeichnungChartplatzierungen (Jahr, Titel, Album, Platzierungen, Wochen, Auszeichnungen, Anmerkungen) | Höchstplatzierung, Gesamtwochen, AuszeichnungChartplatzierungen (Jahr, Titel, Album, Platzierungen, Wochen, Auszeichnungen, Anmerkungen) | Höchstplatzierung, Gesamtwochen, AuszeichnungChartplatzierungen (Jahr, Titel, Album, Platzierungen, Wochen, Auszeichnungen, Anmerkungen) | Anmerkungen                                                                              |
| Jahr | Titel Album                                     | DE | AT | CH | UK | Anmerkungen                                                                              |
| ---- | ----------------------------------------------- | --- | --- | --- | --- | ---------------------------------------------------------------------------------------- |
| 2004 | Die besten Tage sind gezählt                    | DE32 (8 Wo.)DE | — | CH91 (1 Wo.)CH | — | Erstveröffentlichung: 8. März 2004 Kool Savas feat. Lumidee                              |
| 2004 | From Spanish Harlem to Geneva Mémoires Éscrites | — | — | CH58 (11 Wo.)CH | — | Erstveröffentlichung: 2004 Nega feat. Lumidee & Jae’son                                  |
| 2004 | Sientelo Nueva Generación                       | DE13 (14 Wo.)DE | AT22 (13 Wo.)AT | CH10 (17 Wo.)CH | — | Erstveröffentlichung: 19. Dezember 2004 Speedy feat. Lumidee                             |
| 2006 | Dance! –                                        | DE5 (16 Wo.)DE | AT5 (21 Wo.)AT | CH32 (19 Wo.)CH | UK99 (1 Wo.)UK | Erstveröffentlichung: 12. Mai 2006 Goleo VI pres. Lumidee feat. Fatman Scoop             |
| 2008 | Don’t Sweat That Unexpected                     | DE16 (9 Wo.)DE | AT45 (4 Wo.)AT | — | — | Erstveröffentlichung: 2. Februar 2007 Dr. Stay Dry feat. Lumidee                         |
| 2010 | I’m No Superstar No Superstar – The Album       | DE74 (3 Wo.)DE | AT61 (3 Wo.)AT | — | — | Erstveröffentlichung: 5. Juli 2007 Remady & Manu-L feat. Lumidee & Chase Manhattan       |
| 2014 | Boom Raka Tak Ardicted                          | DE60 (1 Wo.)DE | — | — | — | Erstveröffentlichung: 12. September 2014 Ardian Bujupi & DJ Mase feat. Big Ali & Lumidee |

Weitere Gastbeiträge
- 2006: Come Clean 06 (Kool Savas & Caput feat. Lumidee)
- 2009: Kandi (Arash feat. Lumidee)
- 2010: Que es lo que pasa aqui (Big Sence feat. Lumidee)
- 2013: Su Ritmo (BVDC feat. Lumidee)

## Auszeichnungen für Musikverkäufe
| Silberne Schallplatte - Frankreich - 2004: für die Single Sientelo Goldene Schallplatte - Belgien - 2003: für die Single Never Leave You (Uh Oooh) |

Anmerkung: Auszeichnungen in Ländern aus den Charttabellen bzw. Chartboxen sind in ebendiesen zu finden.
| Land/RegionAuszeichnungen für Musikverkäufe (Land/Region, Auszeichnungen, Verkäufe, Quellen) | Silber  | Gold     | Platin  | Verkäufe | Quellen           |
| -------------------------------------------------------------------------------------------- | ------- | -------- | ------- | -------- | ----------------- |
| Belgien (BRMA)                                                                               | —       | Gold1    | —       | 25.000   | ultratop.be       |
| Deutschland (BVMI)                                                                           | —       | —        | Platin1 | 500.000  | musikindustrie.de |
| Frankreich (SNEP)                                                                            | Silber1 | —        | —       | 125.000  | infodisc.fr       |
| Schweiz (IFPI)                                                                               | —       | Gold1    | —       | 20.000   | hitparade.ch      |
| Vereinigtes Königreich (BPI)                                                                 | —       | Gold1    | —       | 400.000  | bpi.co.uk         |
| Insgesamt                                                                                    | Silber1 | 3× Gold3 | Platin1 |          |                   |